# Біблійна антропологія
Антропологія Біблійна — розділ біблійного богослів'я, який розглядає вчення Слова Божого (Біблії) про природу людини. Труднощі завдань, що стоять перед бібл. Антропологією, випливають із розмаїття термінів, які описується людська істота в Біблії.
Перше і, звичайно, головне вчення біблійної антропології це вчення про людину як про образ Божий. Але є складність в тому щоб описати і сказати що саме є образом Божим. Причина очевидна: неможливо описати самого Бога, з цієї причини неможливо точно описати і образ цього Бога. Є дуже різні опису (у св. Отців, в тому числі), і їх можна, в кінцевому результаті, звести до кількох найбільш важливих характеристик.
Деякі з цих характеристик звертають увагу на триіпостасність Божества і, виходячи з цього, бачать образ Божий в «триіпостасній» людині. Як в Бога: Отець, Слово і Дух, так і в людині, кажуть вони, отець — . Розум, слово — Думка, «логос», і дух (під духом розуміючи моральний стан людини, моральну характеристику людини). Розум, слово і дух … Про тіло Макарій Великий, каже: «Тіло є ніщо інше, як тільки оболонка душі». Звідси: тіло кожної людини має свої особливості, свою специфіку, оскільки душа кожної людини — теж особлива, і тіло і душа кожної людини визначають, всю особливість і самого тіла.
Інші розуміють образ Божий інакше: як Бог є абсолютна самосвідомість, так і людина. Як Бог є особистість, так і людина є особистість. Як Божество має повноту свободи (Свобода розглядається, як одна з найважливіших характеристик прояви особистості.), так і людина має унікальну властивість — серед всіх інших творінь цього світу — властивість свободи. Під свободою, в даному випадку, зрозуміло ніщо інше, як можливість розрізнення добра і зла і вибору між ними — вибору між добром і злом. Правда, тут же є відмінність, що існує між Божественною свободою і людською — у Бога немає цього вибору. Бог є абсолютне добро, але в тому й полягає образність людини, що вона, володіючи, з одного боку свободою, з іншого боку в силу своєї обмеженості, поставлена перед вибором здійснювати свою волю. Це, якщо хочете, так звана «метафізична» свобода. Таким чином образ Божий в людині бачать: по-перше — в наявності у неї особистості, здатної до самосвідомості, до рефлексії — до самооцінки самого себе.
Інші звертають увагу на сторону серця і кажуть: як Бог всеблагий (Бог є благий), так і людина носить в собі цей завдаток блаженства — здатність до переживання Бога, тобто, здатність до переживання того блага, до якого призначена людина . Деякі з святих отців говорять про те, що, оскільки людина це душа і тіло, а не просто одна душа, то і саме тіло ми повинні розглядати як образ Божий. Виникає питання: як же тіло може бути образом Духа? Тут два є розуміння. Макарій Великий (Ісаак Сирин про це також пише), що тіло є проявом душі, що тілесні члени є проявом душевних членів.
Інша думка полягає в ідеях навколо Боговтілення. Оскільки від початку світу Бог наперед знав про гріхопадіння і про втілення і що воно не залежить від творіння, а навпаки, здійснення того, що було потрібно для неї з боку Бога, то на цій підставі стверджували, що і тіло людське є образом того Бога Слова, яке втілилося. Тобто, не Бог прийняв плоть людську і, так би мовити, виявився подібним до людини, а ми опиняємося подібними до Христа, в силу напередвизначеного боговтілення.
Людська природа, як є зараз, є глибоко спотвореною — насправді вона інша. Настільки інша, що людям важко уявити це собі, що при творінні людина була іншою. Стверджується, що вона не залежала від будь-яких стихій, що вона не мла пристрастей — під пристрастями розуміють не тільки гріховні, але навіть і, так звані, бездоганні пристрасті. Наприклад, вона була незалежною від погодних умов. Тобто, всі ось ці тілесні прояви, якими зараз міцно пов'язані з навколишнім світом, ще не були такими. Тіло не залежало — воно було іншим.
Найвиразнішим є вчення про людину як вінець і царя творіння. Вона створена за «образом» і «подобою Божою» (Буття 1:26), що, на думку одних тлумачів, означає і дану природу людини, і її досконалість, мету, до якої вона повинна прагнути; а з т. зр. інших, «образ» і «подоба» — синоніми. Людина уподібнюється Богу перш за все в тому, що їй дана влада над природою, а також в тому, що вона отримала від Творця «подих життя». Людина завдяки цьому стає «живою душею». Це поняття означає живу особистість, єдність життєвих сил, «Я» людини. Нефеш в плані зовнішнього вираження є плоть. Нефеш і Басарія характеризуються органічною єдністю (на відміну від грец. * Дуалізму, що протиставляв дух і плоть). Вищим початком в людині Старий Завіт іменує Дух (євр. Реах). Дух дарується Богом, він є сама невимовна сила життя, пізнання і активності. Коли дух залишає створену істоту, вона повертається в прах (Пс 103: 29).
Ясно, — і це особливо важливо для всієї пізнішої східної антропології і аскетики, — що визнаючи плоть потужним знаряддям гріха, Апостол Павло ніколи не дає приводу вважати тілесне начало в людині злим самим по собі, по суті гріховним. Це звільняє раз назавжди всю аскетику від якого б то не було спіритуалістичного присмаку маніхейства і гностицизму. Яка б жорстока боротьба не велася людиною проти своїх «діл плоті», це ніколи не буде для православного аскета (на відміну від буддизму, маніхейства, всякого роду спіритуалізму, теософії і т. ін.) боротьбою з самим тілесним початком, як таким і який нібито споконвіку злий і порочний по суті, а лише з гріхом що тілі оселився. У цьому згодні тлумачі й радянські дослідники Апостола Павла незалежно від їх віросповідних поглядів, настільки це очевидно. Якби плоть була сама по собі споконвіку гріховна, це призводило б нас до неприйнятного дуалізму в етиці та ніяк не могло б узгоджуватися з вченням того ж Апостола Павла про тіло, як храм Св. Духа (1 Кор. VI, 19-20) і про можливість приносити тіло Богу в жертву живу, святу, приємну (Рим. XII, 1). Сказане, звичайно, не повинно анітрохи применшувати свідомості нашої гріховності і, того, що, як каже К. Барт, релігійна людина гріховна, як така, бо совість пробуджується в релігійній свідомості. Він каже далі: «про людину, яка б не була грішна, ми нічого не знаємо».
До 4 ст. до н. е. Церкві Старого Завіту не була відкрита таємниця посмертного буття, тому вона запозичила уявлення про посмертну участь людини у навколишніх народів, користуючись поняттям шеол, тобто області, де мешкають душі (нефеш) померлих (Пс 87: 11-19). Тільки в пізнішій частині Книги пр. Ісаї і в пр. Даниїла ми знаходимо свідчення віри в воскресіння (Іс. 26; Дан. 12: 2, порівн. 2 Мак. 7: 9).

### Антропологія МиколиЛоського
Святий Григорій Ніський, якого наслідує в цьому питанні святий Максим Сповідник, відкидає нібито неминучий зв'язок між поділом на дві статі і гріхопадінням. Святий Григорій каже, що Бог створив стать в передбаченні можливості — але саме тільки можливості — гріха, щоб зберегти людство після гріхопадіння. Статева поляризація давала людській природі захист, не накладаючи на неї ніякого примусу; так дають рятувальний круг тому хто за бортом, від чого він зовсім не зобов'язаний кидатися за борт. Ця можливість стає актуальною лише з того моменту, коли в результаті гріха, який сам по собі не має нічого спільного з статтю, людська природа впала і закрилася для благодаті. Тільки в цьому грішному стані, коли розплатою за гріх стає смерть, можливе стає необхідним. Тут вступає в силу тлумачення яке йде від Філона про «шкіряні ризи», якими Бог одягнув людину після гріхопадіння: «ризи» — це нинішня наша природа, наш грубий біологічний стан, дуже відмінний від прозорої райської тілесності. Утворюється якийсь новий космос, який захищається від кінцевості статтю, і так встановлюється закон народжень і смертей. У цьому контексті стать є не причина смертності, але як би відносна її протиотрута.
Християнство стверджує, що, в силу розриву зв'язку з Богом чи в силу гріхопадіння, людина отримала шкіряні ризи. Під шкіряними ризами мається на увазі, перш за все, ту обмеженість, яка виникла в нашому тілі. Обмеженість, яка відчуває на собі весь вплив зовнішніх стихій. Людина не мала спраги, не мала голоду, не знала холоду — найголовніше — вона могла не зазнати смерті. Смерть стала наслідком гріхопадіння. У цьому сенсі деякі св. отці кажуть так: що людина була створена ні смертною, ні безсмертною. Цей сенс абсолютно очевидний: якщо б вона не згрішила, вона би була безсмертною, але, оскільки у неї була можливість своєї провини, отже, у неї була можливість і смерті. Що саме такий зміст вкладають св. отці, очевидно з самого біблійного оповідання: «Якщо скуштуєш від дерева пізнання добра і зла — помреш». Тобто, виявляється, що смерть є наслідком гріхопадіння, а не властивістю первозданної природи людини.
Однак ми не можемо погодитися з Григорієм Нісським, коли він, ґрунтуючись на цьому «охоронному» аспекті статі, стверджує, що поділ на «чоловіче» та «жіноче» є якесь «додавання» до образу. Дійсно, не тільки поділ статі, але і весь поділ створеного світу після гріхопадіння прийняли характер розлуки і смерті. І людська любов, пристрасне прагнення люблячих до абсолютного, в самій фатальності своєї поразки ніколи не перестає таїти щемливу тугу за раєм, з якої і народжуються героїзм і мистецтво. Райська сексуальність, цілком внутрішньо єдиносушна, з її чудовим «розмноженням», яке повинно було все заповнити і яке, звичайно, не вимагало ні множинності, ні смерті, нам майже зовсім невідома, бо гріх, об'єктивувавши тіла ("вони побачили, що нагі "), перетворив дві перші людські особистості в дві окремих природи, в двох індивідуумів, між якими існують зовнішні відносини. Але нове творіння у Христі, Другому Адамі, відкриває перед нами глибинний сенс того поділу, в якому безсумнівно не було нічого «доданого»; маріологія, любов Христа і Церкви і таїнство шлюбу проливають світло на повноту, яка виникає із створенням жінки. Але повноту цю ми бачимо лише частково, хіба тільки в єдиній особистості Пресвятої Діви, тому що ми продовжуємо перебувати в занепалому стані, і для виконання нашого людського покликання від нас вимагається не тільки цнотливість шлюбу яка підіймає людину, але також — а може бути і перш за все — цнотливість чернецтва що возвеличує шлюб.
Чи можна сказати що Адам в своєму райському стані був істинно безсмертний? «Бог не створював смерті», — каже книга Премудрості. У стародавньому богослов'ї, наприклад, в розумінні святого Іринея, Адам не був ні необхідно смертним, ні необхідно безсмертним; його сприйнятлива, багата можливостями природа могла невпинно харчуватися благодаттю і настільки перетворюватися нею, щоб змогти подолати всі небезпеки старості і смерті. Можливості смертності існували, але існували для того, щоб людина могла зробити їх неможливими. Таким було випробування свободи Адама.
Отже, древо життя, зростаюче посеред раю, і його плоди безсмертя давали якусь можливість: такою є в нашій християнській церковній дійсності Євхаристія, яка духовно і тілесно нас лікує, живить і зміцнює. Треба харчуватися Богом, щоб у свободі досягти обоження. І саме цього особистого зусилля не зумів зробити Адам. У чому ж сенс Божественної заборони? Вона ставить двояку проблему: проблему пізнання добра і зла і проблему заборони як такої.
Мова йде не про дерево, або як кажуть: «яблуко», а мова йде про інші, більш глибокі, сенси. Ці сенси важливі в питанні розуміння людини: якщо людина була створена досконалою, то в якому сенсі вона була створена досконалою? Не в тому сенсі, що їй нікуди вже було вдосконалюватися, а в тому сенсі, що вона була створена повноцінною, але, при цьому, з нескінченною можливістю розвитку, вдосконалення.
Ні знання взагалі, ні пізнання добра і зла зокрема самі по собі не є злом. Але саме це розрізнення передбачає більш низький екзистенціальний (буттєвий) рівень, стан гріхопадіння. У нашому стані гріховності нам, звичайно, необхідно розпізнавати добро і зло, щоб творити перше і уникати другого. Але Адаму в раю знання це не було корисно. Саме існування зла передбачає свідоме віддалення від Бога, відмова від Бога. Поки Адам перебував у єднання з Богом і виконував Його волю, поки харчувався Його присутністю, таке розрізнення було некорисним.
Християнство не заперечує значимості серця, воно говорить, що джерело життя є у серці. Розум не відчуває - він безпристрасний, а серце людини - це орган що відчуває. Людина ним переживає не тільки все те, що відбувається в навколишньому світі, але ним пізнає Бога. Цікаво, що органом пізнання Бога, є не розум, а серце. Євангеліє вказує, що від серця виходить помисли. 

### Людина і тварина
свт. Феофан (Говоров) писав: "Була тварина в образі людини, з душею тварини. Потім Бог вдихнув в неї Дух Свій, і з тваринного стала людина «, і, нарешті, в бесіді прп. Серафима Саровського з Мотовиловим ми читаємо: „До того, як Бог вдихнув в Адама душу, він був подібний до тварини“. У західних вчених-католиків аналогічна думка належить Васману Е., Обермайєру Г. і Тейяру де Шардену.

### Антропологія апостола Павла
Апостол вживає такі вирази: «серце» (52 рази), «душа» (13 разів), «дух» (146 разів), «плоть» (91 разів), «розум» (21 разів), «совість» (20 раз), привносячи до того ж поділ людини на «внутрішню» і «зовнішню». Цю різноманітність і розпливчастість виразів Апостола настільки важко вкласти в звичну нашому мисленню наукову систему, що в величезною літературі про ап. Павла висловлені самі суперечливі твердження і припущення. Немає одноголосного рішення вчених в питанні про будову людини. Апостол Дихотоміст чи чи трихотоміст залишається для науки спірним. При цьому характерно, що той чи інший погляд на ап. Павла в даному випадку зовсім не залежить від конфесійної приналежності дослідника. Трихотомія чужа старозавітній антропології; вона набагато більш філософська, ніж біблійний погляд на людину. Апостол нібито більше схильний до дуалістичної схеми: старий і новий чоловік, внутрішній і зовнішній, закон розуму і закон плоті і т. д. Але поряд з цим ніяк не можна забути класичного тексту 1 Солун. 5:23 з безперечно трьохчастинним розумінням людини. Чи задовольняє трихотомія і вичерпує все питання про будову людини?
Взагалі теми біблійної антропології в Новому Завіті найбільше досліджує ап. Павло. Тіло (грец. Soma) так само, як і в Старому Завіті, розуміється ним як Боже творіння, як храм Духа, а в Церкві — член Тіла Христового (1 Кор 6.15:19), отже, апостол не сприймає платонівського ставлення до фізичної природи людини. Душа є носій почуттів і життя. Душа і тіло складають живу єдність, іменовану «плоттю», яка руйнується в смерті і відновлюється у воскресінні. У той же час апостол вживає термін «плоть» для характеристики немічного і гріховного стану людини (напр., Гал 5:19). У цьому сенсі люди, обмежені псіхофізичним світом, іменуються «плотськими» і «душевними». (До них належать і ті, хто підміняє вищі духовні цінності чисто земними спонуками і пристрастями: 1 Кор 2:14; 2 Кор 11:18). Вище начало в людині — це Дух. Дух у поєднанні з «плоттю» (тобто психофізичною єдністю тіла і душі) творить повноту людини (1 Сол 5:23).
Оскільки Бог є Дух (Ін 4:24), то і в людині, створеному за Його образом і подобою, дух повинен панувати. У дусі зосереджені не тільки вищі творчі, містичні і моральні можливості, а й покликання людини брати участь в задумах і діяннях Божих. Тому і все створіння, підкорена злу, очікує з'явлення синів Божих (Рим 8: 20-22).